# Слобода Романовская
Слобода Романовская (укр. Слобода Романівська) — село в Новоград-Волынском районе Житомирской области Украины.
Население по переписи 2001 года составляет 586 человек. Занимает площадь 1,724 км².
До 2010 года называлось Слобода-Романовская. Переименовано решением Житомирского областного совета от 18 марта 2010 года № 1062 «О внесении изменений в административно-территориальное устройство Житомирской области».

## Известные люди
В селе родились:
- Владимир Михайлович Литвин (род. 1956) — спикер Верховной рады Украины в 2002—06 и 2008—12 годах.
- Николай Михайлович Литвин (род. 1961) — генерал армии, председатель Государственной Пограничной службы Украины.
- Пётр Михайлович Литвин (род. 1967) — генерал-лейтенант, командующий войсками Южного оперативного командования.

## Адрес местного совета
11744, Житомирская область, Новоград-Волынский р-н, с. Новая Романовка, ул. Советов, 21, тел. 67-623. Почтовый индекс — 11744. Телефонный код — 4141.